# Juanito Moreno
Juan Esteban Moreno Córdoba (Apartadó, Antioquia; 9 de julio de 1999), más conocido por su hipocorístico Juanito Moreno, es un futbolista colombiano. Juega como arquero en el C. S. Miramar Misiones de la Primera División de Uruguay.

## Trayectoria

### Inicios
Juanito, llegó a la ciudad de Bogotá con tan solo 12 años donde vivió en la Localidad de Engativá en el barrio El Muelle, deportivamente se formó en el Club Deportivo Sparta del barrio Ciudadela Colsubsidio, allí jugó varios torneos de la Difutbol y Liga de Fútbol de Bogotá, obteniendo muy buenas actuaciones. En el 2016 llega a las Divisiones menores de Millonarios.

### Millonarios

#### Tercer arquero (2017-2019)
Luego de que no se concretará el ascenso del también canterano colombo-argentino Marco Espíndola, Juanito es promovido al equipo profesional por el entrenador argentino Miguel Ángel Russo en 2017. Recibe su primera convocatoria con el club el 4 de noviembre de 2017 tras la suspensión del arquero Nicolás Vikonis. Como portero emergente obtiene los títulos del Torneo Finalización 2017 y la Superliga 2018.
En 2019 juega dos encuentros amistosos de pretemporada en Boca Ratón, Estados Unidos, ante Peñarol de Uruguay y el América de Cali, luego de una lesión de Ramiro Sánchez.

#### Debut profesional 2020
A raíz de la pandemia del COVID-19 y las diversas transferencias que se realizaron en el fútbol colombiano Juanito disputaría la posición con otros 5 porteros:  el venezolano Wuilker Faríñez y los colombianos Jefferson Martínez, Cristian Bonilla y Christian Vargas.
Finalmente el día 31 de octubre de 2020 el entrenador Alberto Gamero le brinda la oportunidad de debutar en el clásico ante Atlético Nacional. El partido termina con victoria 3-0 para Millonarios Fútbol Club, y con una actuación destacada del guardameta. A los tres días debuta en un torneo internacional jugando la vuelta de los 16avos de final de la Copa Sudamericana 2020 en el que ganaría 2 por 1 como visitantes ante el Deportivo Cali cayendo eliminados por penales atajando uno en la serie. El 10 de noviembre, luego de una actuación notable en la victoria 0-2 ante Deportivo Pereira, Moreno es destacado como la figura del partido por parte de la Dimayor.
Cualminaria la temporada habiendo disputado 12 encuentros  como titular en los que tendría 6 vallas invictas. Gracias a estas estacadas actuaciones, y a su buen rendimiento, Moreno renueva con Millonarios por 3 años, hasta diciembre de 2024.

#### 2021
Empieza el año con un muy buen rendimiento deportivo lo hace ser reconocido a nivel mundial y recibe públicamente mensajes de felicitación del mítico arquero italiano Gianluigi Buffon. A mediados de la temporada perdería la titular con Christian Vargas quien a la postre se quedaría con el puesto hasta la final del torneo apertura 2021.

#### 2022
Se mantiene durante toda la campaña como suplente de Álvaro Montero, disputa tan solo 5 partidos. Se consagró campeón de la Copa Colombia siendo su tercer título con el equipo embajador.

#### 2023
Juega su primer partido del año en la primera edición de la Noche Embajadora frente a la LDU Quito. Tras la convocatoria de Álvaro Montero a la selección nacional es la figura del partido que da la clasificación a la gran final del torneo apertura en la victoria 2 por 1 sobre Independiente Medellín. Disputa la final ida en el empate a cero goles en su visita a Atlético Nacional para en el partido de vuelve siendo suplente consagrarse campeón de la liga por la tanda de penales.
El 15 de noviembre, debido a la ausencia de Álvaro Montero, juega como titular la final de la Copa Colombia ante Atlético Nacional, donde comete un grave error que concede un gol al club 'verdolaga' y es objeto de burlas y rechazo.
El 13 de diciembre se confirma su salida de Millonarios.

## Selección nacional

### Sub-20
El 25 de octubre de 2016 es llamado a integrar un microciclo de arqueros con la Federación Colombiana de Fútbol
El 6 de febrero de 2018 es convocado por Arturo Reyes y José María Pazo a los ciclos de preparación de la Selección de fútbol sub-20 de Colombia, para los Juegos Sudamericanos a disputarse en Cochabamba, Bolivia.

### Mayores
El 1 de febrero se confirma su presencia en la lista de 23 seleccionados por Reinaldo Rueda para un microciclo preparatorio para ser llevado a cabo entre el 7 de febrero y el 11 de febrero de 2021.

## Estadísticas

### Clubes
| Club | Div           | Temporada     | Liga | Liga | Liga | Copas nacionales(1) | Copas nacionales(1) | Copas nacionales(1) | Torneos internacionales(2) | Torneos internacionales(2) | Torneos internacionales(2) | Total | Total | Total | Media goles(3) |
| Club | Div           | Temporada     | PJ   | GR   | Imb. | PJ                  | GR                  | Imb.                | PJ                         | GR                         | Imb.                       | PJ    | GR    | Imb.  | Media goles(3) |
| --- | ------------- | ------------- | ---- | ---- | ---- | ------------------- | ------------------- | ------------------- | -------------------------- | -------------------------- | -------------------------- | ----- | ----- | ----- | -------------- |
| Millonarios · Colombia | 1.ª           | 2020          | 10   | -9   | 6    | 1                   | -2                  | 0                   | 1                          | -1                         | 0                          | 12    | -12   | 6     | 1              |
| Millonarios · Colombia | 1.ª           | 2021          | 18   | -19  | 7    | 2                   | -2                  | 0                   | Inexistentes               | Inexistentes               | Inexistentes               | 20    | -21   | 7     | 1.05           |
| Millonarios · Colombia | 1.ª           | 2022          | 4    | -5   | 1    | 1                   | 0                   | 1                   | 0                          | 0                          | 0                          | 5     | -5    | 2     | 1              |
| Millonarios · Colombia | 1.ª           | 2023          | 15   | -17  | 4    | 1                   | 0                   | 1                   | 0                          | 0                          | 0                          | 16    | -17   | 5     | 1.06           |
| Millonarios · Colombia | Total club    | Total club    | 47   | -50  | 18   | 5                   | -4                  | 2                   | 1                          | -1                         | 0                          | 53    | -55   | 20    | 1.04           |
| Real Cartagena · Colombia | 2.ª           | 2024          | 9    | -10  | 4    | 1                   | -2                  | 0                   | Inexistentes               | Inexistentes               | Inexistentes               | 10    | -12   | 4     | 1.2            |
| Real Cartagena · Colombia | Total club    | Total club    | 9    | -10  | 4    | 1                   | -2                  | 0                   | 0                          | 0                          | 0                          | 10    | -12   | 4     | 1.2            |
| Miramar Misiones · Uruguay | 1.ª           | 2025          | 5    | -9   | 1    | 0                   | 0                   | 0                   | Inexistentes               | Inexistentes               | Inexistentes               | 5     | -9    | 1     | 1.8            |
| Miramar Misiones · Uruguay | Total club    | Total club    | 5    | -9   | 1    | 0                   | 0                   | 0                   | 0                          | 0                          | 0                          | 5     | -9    | 1     | 1.8            |
| Total carrera | Total carrera | Total carrera | 61   | -69  | 23   | 6                   | -6                  | 2                   | 1                          | -1                         | 0                          | 68    | -76   | 25    | 1.1            |
| (1) Incluye datos de la Copa Colombia. (2) Incluye datos de la Copa Libertadores (2022); Copa Sudamericana (2020). (3) Goles encajados. No se incluyen partidos amistosos. |               |               |      |      |      |                     |                     |                     |                            |                            |                            |       |       |       |                |

### Penales
| 1 | 4-11-2020  | Copa Sudamericana      | Millonarios | Deportivo Cali         | Carlos Lizarazo     | Acierto de penal | Tanda de penaltis |
| 2 | 4-11-2020  | Copa Sudamericana      | Millonarios | Deportivo Cali         | Harold Gómez        | Acierto de penal | Tanda de penaltis |
| 3 | 4-11-2020  | Copa Sudamericana      | Millonarios | Deportivo Cali         | Kevin Velasco       | Acierto de penal | Tanda de penaltis |
| 4 | 4-11-2020  | Copa Sudamericana      | Millonarios | Deportivo Cali         | Camilo Angulo       | Fallo de penal   | Tanda de penaltis |
| 5 | 4-11-2020  | Copa Sudamericana      | Millonarios | Deportivo Cali         | Ángelo Rodríguez    | Acierto de penal | Tanda de penaltis |
| 6 | 4-11-2020  | Copa Sudamericana      | Millonarios | Deportivo Cali         | Juan Roa            | Acierto de penal | Tanda de penaltis |
| 7 | 19-11-2020 | Copa Colombia          | Millonarios | Alianza Petrolera      | César Arias         | Anotado          | 61'               |
| 8 | 19-11-2020 | Copa Colombia          | Millonarios | Alianza Petrolera      | Freddy Flórez       | Fallo de penal   | Tanda de penaltis |
| 9 | 19-11-2020 | Copa Colombia          | Millonarios | Alianza Petrolera      | Yhormar Hurtado     | Acierto de penal | Tanda de penaltis |
| 10 | 19-11-2020 | Copa Colombia          | Millonarios | Alianza Petrolera      | Juan Portilla       | Acierto de penal | Tanda de penaltis |
| 11 | 19-11-2020 | Copa Colombia          | Millonarios | Alianza Petrolera      | César Hinestroza    | Acierto de penal | Tanda de penaltis |
| 12 | 19-11-2020 | Copa Colombia          | Millonarios | Alianza Petrolera      | Julián Zea          | Acierto de penal | Tanda de penaltis |
| 13 | 17-12-2020 | Primera División       | Millonarios | Once Caldas            | Dayro Moreno        | Acierto de penal | Tanda de penaltis |
| 14 | 17-12-2020 | Primera División       | Millonarios | Once Caldas            | David Lemos         | Acierto de penal | Tanda de penaltis |
| 15 | 17-12-2020 | Primera División       | Millonarios | Once Caldas            | Sebastián Hernández | Acierto de penal | Tanda de penaltis |
| 16 | 17-12-2020 | Primera División       | Millonarios | Once Caldas            | Ménder García       | Acierto de penal | Tanda de penaltis |
| 17 | 17-12-2020 | Primera División       | Millonarios | Once Caldas            | Pecoso Correa       | Acierto de penal | Tanda de penaltis |
| 18 | 17-12-2020 | Primera División       | Millonarios | Once Caldas            | Elvis Mosquera      | Acierto de penal | Tanda de penaltis |
| 19 | 17-12-2020 | Primera División       | Millonarios | Once Caldas            | David Gómez         | Fallo de penal   | Tanda de penaltis |
| 20 | 29-12-2020 | Primera División       | Millonarios | Deportivo Cali         | Jhon Vásquez        | Acierto de penal | Tanda de penaltis |
| 21 | 29-12-2020 | Primera División       | Millonarios | Deportivo Cali         | Jhojan Valencia     | Acierto de penal | Tanda de penaltis |
| 22 | 29-12-2020 | Primera División       | Millonarios | Deportivo Cali         | Darwin Andrade      | Acierto de penal | Tanda de penaltis |
| 23 | 29-12-2020 | Primera División       | Millonarios | Deportivo Cali         | Agustín Palavecino  | Acierto de penal | Tanda de penaltis |
| 24 | 1-02-2021  | Primera División       | Millonarios | Once Caldas            | David Lemos         | Anotado          | 65'               |
| 25 | 18-02-2021 | Primera División       | Millonarios | Deportivo Pasto        | Leonardo Aponte     | Anotado          | 49'               |
| 26 | 25-07-2021 | Amistoso internacional | Millonarios | Everton F.C.           | Keane               | Acierto de penal | Tanda de penaltis |
| 27 | 25-07-2021 | Amistoso internacional | Millonarios | Everton F.C.           | Gray                | Acierto de penal | Tanda de penaltis |
| 28 | 25-07-2021 | Amistoso internacional | Millonarios | Everton F.C.           | Gordon              | Fallo de penal   | Tanda de penaltis |
| 29 | 25-07-2021 | Amistoso internacional | Millonarios | Everton F.C.           | Gomes               | Acierto de penal | Tanda de penaltis |
| 30 | 25-07-2021 | Amistoso internacional | Millonarios | Everton F.C.           | Broadhead           | Acierto de penal | Tanda de penaltis |
| 31 | 25-07-2021 | Amistoso internacional | Millonarios | Everton F.C.           | Gbamin              | Acierto de penal | Tanda de penaltis |
| 32 | 25-07-2021 | Amistoso internacional | Millonarios | Everton F.C.           | Gibson              | Acierto de penal | Tanda de penaltis |
| 33 | 25-07-2021 | Amistoso internacional | Millonarios | Everton F.C.           | Kenny               | Acierto de penal | Tanda de penaltis |
| 34 | 25-07-2021 | Amistoso internacional | Millonarios | Everton F.C.           | Davies              | Acierto de penal | Tanda de penaltis |
| 35 | 25-07-2021 | Amistoso internacional | Millonarios | Everton F.C.           | Anderson            | Acierto de penal | Tanda de penaltis |
| 36 | 25-07-2021 | Amistoso internacional | Millonarios | Everton F.C.           | Begović             | Acierto de penal | Tanda de penaltis |
| 37 | 26-03-2022 | Primera División       | Millonarios | Independiente Medellín | Andrés Cadavid      | Anotado          | 4'                |
| 38 | 11-09-2022 | Primera División       | Millonarios | Once Caldas            | Ayron del Valle     | Anotado          | 45'               |
| 39 | 10-05-2023 | Primera División       | Millonarios | Alianza Petrolera      | Tití Rodríguez      | Anotado          | 34'               |
| 40 | 17-06-2023 | Primera División       | Millonarios | Independiente Medellín | Emerson Batalla     | Anotado          | 90'               |
| En tiempo reglamentario: Penaltis encajados: 7/ Penaltis atajados: 0 En tandas: Penaltis encajados: 27/ Penaltis atajados: 6 |            |                        |             |                        |                     |                  |                   |

## Palmarés

### Campeonatos nacionales
| Título                | Equipo      | Año  |
| --------------------- | ----------- | ---- |
| Torneo Finalización   | Millonarios | 2017 |
| Superliga de Colombia | Millonarios | 2018 |
| Copa Colombia         | Millonarios | 2022 |
| Torneo Apertura       | Millonarios | 2023 |